# Associazione Calcio Padova 1976-1977
Questa voce raccoglie le informazioni riguardanti l'Associazione Calcio Padova nella stagione 1976-1977.

## Stagione
Il Padova nel 1976-1977 si classificò al tredicesimo posto nel campionato di Serie C, girone A.

## Rosa

La squadra in campo con la seconda maglia rossa

| N. |                   | Ruolo | Calciatore         |
| -- | ----------------- | ----- | ------------------ |
|    | Italia (bandiera) | P     | Paolo Cenzato      |
|    | Italia (bandiera) | P     | Franco Rottoli     |
|    | Italia (bandiera) | P     | Emilio Tosetto     |
|    | Italia (bandiera) | D     | Attilio Berti      |
|    | Italia (bandiera) | D     | Gianni Bottaro     |
|    | Italia (bandiera) | D     | Angelo Di Mario    |
|    | Italia (bandiera) | D     | Attilio Cecco      |
|    | Italia (bandiera) | D     | Lucio Dalla Libera |
|    | Italia (bandiera) | D     | Roberto De Petri   |
|    | Italia (bandiera) | D     | Lamberto Scalabrin |
|    | Italia (bandiera) | C     | Gianluigi Rigoni   |

| N. |                   | Ruolo | Calciatore          |
| -- | ----------------- | ----- | ------------------- |
|    | Italia (bandiera) | C     | Luigi Bortolan      |
|    | Italia (bandiera) | C     | Antonio Griggio     |
|    | Italia (bandiera) | C     | Walter Lenardon     |
|    | Italia (bandiera) | C     | Enzo Mocellin       |
|    | Italia (bandiera) | C     | Antonio Tripepi     |
|    | Italia (bandiera) | C     | Dario Sanguin       |
|    | Italia (bandiera) | C     | Ezio Vendrame       |
|    | Italia (bandiera) | A     | Walter Ballarin     |
|    | Italia (bandiera) | A     | Stefano Bruttomesso |
|    | Italia (bandiera) | A     | Michele Nicoletto   |
|    | Italia (bandiera) | A     | Giuseppe Bertoli    |

## Risultati

### Serie C

#### Girone di andata
| 1ª giornata | Padova | 0 – 0 | Seregno |  |

| 2ª giornata | Albese | 0 – 0 | Padova |  |

| 3ª giornata | Padova | 0 – 0 | Biellese |  |

| 4ª giornata | Chioggia Sottomarina | 1 – 1 | Padova |  |

| 5ª giornata | Padova | 0 – 2 | Bolzano |  |

| 6ª giornata | Triestina | 4 – 0 | Padova |  |

| 7ª giornata | Padova | 0 – 0 | Pro Patria |  |

| 8ª giornata | Juniorcasale | 3 – 1 | Padova |  |

| 9ª giornata | Padova | 0 – 0 | Mantova |  |

| 10ª giornata | Piacenza | 1 – 1 | Padova |  |

| 11ª giornata | Padova | 0 – 1 | Pro Vercelli |  |

| 12ª giornata | Padova | 0 – 0 | Venezia |  |

| 13ª giornata | Pergocrema | 1 – 0 | Padova |  |

| 14ª giornata | Udinese | 1 – 1 | Padova |  |

| 15ª giornata | Padova | 0 – 1 | Treviso |  |

| 16ª giornata | Cremonese | 1 – 0 | Padova |  |

| 17ª giornata | Padova | 0 – 0 | Lecco |  |

| 18ª giornata | Alessandria | 1 – 1 | Padova |  |

| 19ª giornata | Padova | 1 – 0 | Sant'Angelo |  |

#### Girone di ritorno
| 20ª giornata | Seregno | 2 – 1 | Padova |  |

| 21ª giornata | Padova | 2 – 0 | Albese |  |

| 22ª giornata | Biellese | 2 – 1 | Padova |  |

| 23ª giornata | Padova | 1 – 0 | Chioggia Sottomarina |  |

| 24ª giornata | Bolzano | 3 – 2 | Padova |  |

| 25ª giornata | Padova | 1 – 0 | Triestina |  |

| 26ª giornata | Pro Patria | 1 – 1 | Padova |  |

| 27ª giornata | Padova | 2 – 1 | Juniorcasale |  |

| 28ª giornata | Mantova | 0 – 1 | Padova |  |

| 29ª giornata | Padova | 2 – 0 | Piacenza |  |

| 30ª giornata | Pro Vercelli | 1 – 1 | Padova |  |

| 31ª giornata | Venezia | 0 – 2 | Padova |  |

| 32ª giornata | Padova | 2 – 1 | Pergocrema |  |

| 33ª giornata | Padova | 3 – 2 | Udinese |  |

| 34ª giornata | Treviso | 1 – 0 | Padova |  |

| 35ª giornata | Padova | 0 – 0 | Cremonese |  |

| 36ª giornata | Lecco | 1 – 1 | Padova |  |

| 37ª giornata | Padova | 0 – 0 | Alessandria |  |

| 38ª giornata | Sant'Angelo | 5 – 3 | Padova |  |

## Statistiche

### Statistiche dei giocatori
| Giocatore       | Serie C  | Serie C | Coppa Italia Semiprof. | Coppa Italia Semiprof. | Totale   | Totale |
| Giocatore       | Presenze | Reti    | Presenze               | Reti                   | Presenze | Reti   |
| --------------- | -------- | ------- | ---------------------- | ---------------------- | -------- | ------ |
| P. Cenzato      | 3        | ?       | ?                      | ?                      | 3+       | ?      |
| F. Rottoli      | 37       | ?       | ?                      | ?                      | 37+      | ?      |
| E. Tosetto      | 1        | 0       | ?                      | ?                      | 1+       | 0+     |
| A. Berti        | 23       | 0       | ?                      | ?                      | 23+      | 0+     |
| G. Bottaro      | 36       | 0       | ?                      | ?                      | 36+      | 0+     |
| A. Di Mario     | 19       | 0       | ?                      | ?                      | 19+      | 0+     |
| A. Cecco        | 27       | 0       | ?                      | ?                      | 27+      | 0+     |
| L. Dalla Libera | 1        | 0       | ?                      | ?                      | 1+       | 0+     |
| R. De Petri     | 35       | 0       | ?                      | ?                      | 35+      | 0+     |
| L. Scalabrin    | 32       | 1       | ?                      | ?                      | 32+      | 1+     |
| G. Rigoni       | 2        | 0       | ?                      | ?                      | 2+       | 0+     |
| L. Bortolan     | 11       | 0       | ?                      | ?                      | 11+      | 0+     |
| A. Griggio      | 5        | 0       | ?                      | ?                      | 5+       | 0+     |
| W. Lenardon     | 9        | 1       | ?                      | ?                      | 9+       | 1+     |
| E. Mocellin     | 31       | 7       | ?                      | ?                      | 31+      | 7+     |
| A. Tripepi      | 31       | 3       | ?                      | ?                      | 31+      | 3+     |
| D. Sanguin      | 36       | 3       | ?                      | ?                      | 36+      | 3+     |
| E. Vendrame     | 33       | 3       | ?                      | ?                      | 33+      | 3+     |
| W. Ballarin     | 37       | 8       | ?                      | ?                      | 37+      | 8+     |
| S. Bruttomesso  | 1        | 0       | ?                      | ?                      | 1+       | 0+     |
| M. Nicoletto    | 28       | 3       | ?                      | ?                      | 28+      | 3+     |
| G. Bertoli      | 20       | 1       | ?                      | ?                      | 20+      | 1+     |